# The Sorrow
The Sorrow was een Oostenrijkse metalcoreband afkomstig uit Vorarlberg.

## Biografie
DE band in 2005 opgericht door Mathias „Mätze“ Schlegel, Andreas „Andi“ Mäser, Dominik „Dewey“ Immler en Tobias „Tobi“ Schedler. Mätze en Andi speelden daarvoor jarenlang samen in de band Disconnected, terwijl Dewey en Tobi elkaar kenden van hun tijd hij de hardcore-band Distance. In 2006 tekende de band een contract bij Drakkar Records. Op 27 juli 2007 verscheen hier hun debuutalbum Blessings from a Blackened Sky, dat door het Metal Hammer magazine werd uitgeroepen tot album van de maand. De band toerde veelvuldig en was op 2 augustus onder meer te zien op Wacken Open Air.
In de herfst van 2007 verzorgden ze het voorprogramma van de Europese tournee van het Amerikaanse DevilDriver en later toerden ze ook als hoofdprogramma door Europa, met support van Misery Speaks en Grantig. In maart van 2008 verzorgde de band het voorprogramma voor Chimaira, en later die zomer stonden ze onde rmeer op het Nova Rock festival.
Op 27 februari 2009 bracht de band haar tweede album, Origin of the Storm getiteld, uit, waarmee ze op een 25ste plaats eindigden in de Oostenrijkse hitlijsten. Datzelfde jaar werden ze bij de Amadeus Austrian Music Award verkozen tot beste band in de categorie Hard&Heavy. Op 29 oktober 2010 verscheen een zelf-getiteld derde album,  op 26 oktober 2012 gevolgd door een vierde album, dat Misery Escape heet. Dit was het eerste album dat de band uitbracht bij Napalm Records, nadat de eerste drie albums bij Drakkar Entertainment waren verschenen en bereikte een 18de plaats in de Oostenrijkse hitlijsten.
Op 15 maart 2017 maakte de band bekend uit elkaar te zijn gegaan.

## Bezetting
Laatste line-up
- Mathias „Mätze“ Schlegel - leidende vocalen, gitaar
- Dominik „Dewey“ Immler  - drums
- Tobias „Tobi“ Schedler  - bas
- Andreas „Andi“ Mäser  - gitaar

## Discografie
Studioalbums
- 2007: Blessings from a Blackened Sky
- 2009: Origin of the Storm
- 2010: The Sorrow
- 2012: Misery Escape